# Dominykas Barauskas
Dominykas Barauskas (Vilna, 18 de abril de 1997) es un futbolista lituano que juega en la demarcación de defensa para el Górnik Łęczna de la I Liga de Polonia.

## Selección nacional
Tras jugar en distintas categorías inferiores de la selección, el 2 de septiembre de 2021 hizo su debut con la selección de fútbol de Lituania en un encuentro de clasificación para la Copa Mundial de Fútbol de 2022 contra Irlanda del Norte que finalizó con un resultado de 1-4 a favor del combinado norirlandés tras los goles de Daniel Ballard, Conor Washington, Shayne Lavery y Paddy McNair para Irlanda del Norte, y de Rolandas Baravykas para Lituania.

## Clubes
| Club                 | País     | Año       | Partidos | Goles |
| -------------------- | -------- | --------- | -------- | ----- |
| FK Žalgiris          | Lituania | 2015-2016 | 9        | 0     |
| FC Stumbras (cedido) | Lituania | 2017      | 25       | 2     |
| FK Žalgiris          | Lituania | 2018      | 3        | 0     |
| FK Sūduva            | Lituania | 2019      | 4        | 0     |
| FK Riteriai          | Lituania | 2019-2022 | 72       | 4     |
| Stal Mielec          | Polonia  | 2022-2023 | 8        | 0     |
| Górnik Łęczna        | Polonia  | 2024-     | 24       | 0     |